# Осада Византия (478 до н. э.)
Оса́да Виза́нтия — эпизод Греко-персидских войн в рамках греческого контрнаступления на персидские войска. 

## История
В 478 году до н. э. объединённые греческие войска под командованием спартанского полководца Павсания отправились на освобождение захваченных персами территорий. В экспедиции участвовали 20 пелопоннесских кораблей, 30 афинских и некоторое количество кораблей их союзников.
Греки отвоевали у персов Кипр, после чего осадили Византий и взяли также и его. Таким образом, после захвата греками Сеста и Византия под их контролем полностью оказался торговый путь в Чёрное море.
После осады и взятия Византия греческие союзники высказали афинянам претензии на «властные повадки» Павсания, раздражение против которых давно копилось у них. В результате, Павсаний был отстранён от дальнейшего командования, отозван на родину и предстал перед судом и был осуждён за  злоупотребления против частных лиц, однако ему удалось оправдаться от обвинений в государственных преступлениях. Дальнейшее командование объединённой армией было поручено Доркису.